# IC 360
IC 360 је емисиона маглина у сазвјежђу Бик која се налази на листи објеката дубоког неба у Индекс каталогу.
Деклинација објекта је + 26° 6' 0" а ректасцензија 4h 9m 0,0s. IC 360 је још познат и под ознакама LBN 786.